# Ario
Ario est un client GTK pour Music Player Daemon libre diffusé sous licence GNU GPL version 2. Son interface est proche de celle de Rhythmbox mais il est plus rapide et léger que ce dernier.

## Historique
- 5 juin 2007 : version 0.1
- 16 août 2007 : version 0.1a
- 23 août 2007 : version 0.1b
- 8 septembre 2007 : version 0.2
- 28 octobre 2007 : version 0.2a
- 10 janvier 2008 : version 0.3
- 15 février 2008 : version 0.4
- 13 avril 2008 : version 1.0
- 14 juin 2008 : version 1.1
- 16 décembre 2008 : version 1.2
- 19 janvier 2009 : version 1.2.1
- 9 mars 2009 : version 1.2.2
- 16 mai 2009 : version 1.3
- 29 novembre 2009 : version 1.4
- 2 décembre 2009 : version 1.4.1
- 21 décembre 2009 : version 1.4.2
- 21 janvier 2010 : version 1.4.3
- 11 février 2010 : version 1.4.4
- 25 juillet 2010 : version 1.5
- 18 juin 2011 : version 1.5.1